# Чечельницька волость
Чечельницька волость — адміністративно-територіальна одиниця Ольгопільського повіту Подольської губернії.

Найбільше поселення волості станом на 1885 рік:
- містечко Чечельник

За даними на початок 1911 року:
- старшина волості — Гарник Петро Лукич;
- волосний писарь — Степаницький Олександр Іванович;
- начальник поштово-телеграфної контори — Абуєв Микола Олександрович;